# ALFA Defender
ALFA Defender je samonabíjecí pistole z produkce brněnské společnosti ALFA-PROJ. Představena byla v roce 2002. Zbraň je postavena na rámu italského výrobce Tanfoglio.
Jedná se o kompaktní verzi zbraně ALFA Combat, což je jeden z dalších klonů CZ 75 z produkce České zbrojovky Uherský Brod.
Zbraň je schopna střílet v jednočinném (single action) i dvojčinném (double action) režimu střelby. Hlavním rozdílem této zbraně oproti CZ 75 Compact je použití polymerového rámu zbraně. Tím je dosaženo nižší hmotnosti zbraně. Do rámu jsou vloženy dva ocelové kontejnery s vodítky pro závěr a obsahující i celý vnitřní mechanismus zbraně. I když je použit klasický ověřený koncept shodný s CZ 75, u zbraně je kompletně překonstruovaný vnitřní spoušťový mechanismus včetně záchytu závěru.
Zbraň je svým zaměřením určena spíše pro civilní trh.

## Základní údaje
- Ráže: 9 mm Luger, .40 S&W, .45 ACP
- Celková délka: 188 mm
- Délka hlavně: 92 mm
- Celková výška: 130 mm
- Celková šířka: cca 35 mm
- Kapacita zásobníku: 13 (9 mm), 10 (.40 S&W), 8 (.45 ACP)
- Hmotnost: 750 g při prázdném zásobníku